# Georges Tornikès le Jeune
Georges Tornikès dit « le Jeune » est un ecclésiastique et rhéteur byzantin de la fin du XIIe  et du début du XIIIe siècle, métropolite de Patras, mort avant 1217.

## Carrière
Il était le fils de Démétrios Tornikès (secrétaire du kanikleion en 1186, logothète du drome en 1191, mort âgé [« γέρων », selon l'historien Nicétas Choniatès] en 1201), et donc le neveu de Georges Tornikès « l'Ancien », métropolite d'Éphèse en 1155. Sa mère était la sœur d'Euthyme Malakès, métropolite de Néopatras († peu après 1204). Les familles Tornikès et Malakès étaient toutes deux de Thèbes. Georges avait deux frères : Constantin, l'aîné, qui fut éparque, puis succéda à son père comme logothète du drome en 1201 († 1205), et Euthyme, lui aussi rhéteur.
Georges Tornikès devint maistôr tôn rhêtorôn de l'École patriarcale en 1191 ou début 1192 (probablement juste après la promotion de son père comme logothète du drome). À ce titre il prononça le 28 mars 1192 l'éloge traditionnel du patriarche Georges Xiphilin, au début duquel il signale qu'il exerce cette fonction pour la première fois et s'excuse de sa jeunesse et de son inexpérience. Ensuite nous conservons l'éloge de l'empereur Isaac II prononcé au début de janvier 1193 (un peu avant l'Épiphanie car l'empereur devait partir en campagne), et le second éloge de Georges Xiphilin daté du 20 mars 1193. Les discours du maistôr tôn rhêtorôn étaient suivis de ceux de ses élèves grammatikoi (Jean Syropoulos et Serge Kolybas en janvier 1193, Jean Phrangopoulos et Manuel Sarantènos en mars). Sinon, nous savons par une note sur un manuscrit qu'il prononça une oraison funèbre du prince Andronic Kontostéphanos (le 14 janvier 1197 ou 1198), mais elle est perdue.
Le 6 janvier 1200, Euthyme Tornikès prononça l'éloge de l'empereur à la place de son frère qui venait d'être nommé métropolite de Patras. En 1217, une lettre de Michel Choniatès à Démétrios Tornikès-Comnène (fils de Constantin) déplore la disparition de plusieurs membres de sa famille, et notamment du « métropolite de Paléopatras ».

## Édition de textes
- Marina Loukaki (éd.), Discours annuels en l'honneur du patriarche Georges Xiphilin (traduction française de Corinne Jouanno), Monographies 18, Centre d'histoire et civilisation de Byzance, Collège de France-CNRS, 2005.
- Vasilij Regel, Fontes rerum Byzantinarum, I : Rhetorum sæculi XII orationes politicæ, Saint-Pétersbourg, 1917.